# افیون روشنفکران
افیون روشنفکران (به فرانسوی: L'Opium des intellectuels) نوشتهٔ رمون آرون در سال ۱۹۵۵ منتشر شد. ترجمهٔ انگلیسی کتاب برای اولین بار در سال ۱۹۵۷ و، ترجمهٔ فارسی کتاب پس از شصت‌وسه سال در سال ۱۳۹۷ منتشر شد.

## دربارهٔ کتاب
سر سپردگی روشنفکران به کمونیسم محدود به بی‌مسئولیتی سیاسی‌شان نمی‌شد، بلکه خیانتی حرفه‌ای از جانب آنان محسوب می‌شد که در [گفتمان] فلسفی و [سلوک] اخلاقی‌شان نمود داشت. پذیرش مارکسیسم به‌عنوان حقیقتی علمی و پشتیبانی بین‌المللی از اتّحاد شوروی نه‌تنها حماقت سیاسی بل خطایی علمی و خِبطی اخلاقی بود و نمادی شد از سرسپردگی معرفت علمی به دستگاه ارعاب. در چنین شرایطی بود که «ریمون آرون» برای مبارزه با شیوهٔ حکومت شوروی در صدد احیای روحیهٔ انتقادی در برابر ارادهٔ کور برآمد و از همگان خواست تا در این راه او را همراهی کنند. آرون با ستایش از فضیلت شکاکان در برابر متحجران به هیچ وجه مُبَلِّغِ نوعی پوچ‌گرایی یا بدبینی نیست، بلکه برعکس بر تعهدی تاکید دارد که لازمهٔ مبارزهٔ منطقی با ایدئولوژی‌ها و نیز ستیز دموکراسی با توتالیتاریسم است. او در زمانی‌که تعصبات افسار گسیخته، درست و غلط و نیز خوبی و بدی را مطلق می‌پنداشت، در دفاع از آزادی بر توانایی فردی آدمی در تمییز خوبی از بدی و خیر از شر پای فشرد و نشان داد که عمل مبتنی بر این اصل، تعیین کنندهٔ سمت و سوی تاریخ بوده است. بدینسان «افیون روشنفکران» کتابی است به‌قلم یک صاحب نظر و بیانیه‌ای است از سوی مبارز راه آزادی؛ کتابی که هم در قلمرو فلسفه و هم در ساحت ادبیاتِ مبارزه‌طلبانه می گنجد. پرداختن به سپهرهای مختلف از متافیزیک گرفته تا مجادله، کیفیت اقناع‌کنندگی کتاب را افزایش می‌دهد و زیبایی خاصّی به آن می‌بخشد.
کتاب با مفاهیم متعلق به خود مارکس از عنوان گرفته - با تغییر در تعریف دین به عنوان افیون توده‌ها - تا سازوکار از خودبیگانگی روشنفکران و پشتگرمی رادیکالیسم انتقادی که استالینیسم را از عرش به فرش می‌کشاند و ماهیت توتالیتر آن را بر ملا می‌سازد، پاسخ مارکسیست‌ها و تبلیغات شوروی را می‌دهد به‌همین شکل آرون با الهام از روش قیاسی و جامع «ماکس وبر» جنبه‌های گوناگون کمونیسم را می‌کاود و به‌وضوح از «نسبیتِ» ارزش‌ها و نیز ایدهٔ اجتناب‌ناپذیریِ جدال میان نظام‌های سازندهٔ آنها فاصله می‌گیرد.
افیون روشنفکران شاهکار رمون آرون، یکی از آثار بزرگ اندیشهٔ سیاسی قرن بیست‌ویکم است.